# Žigalovskij rajon
Lo Žigalovskij rajon (in russo Жигаловский район?) è un rajon dell'Oblast' di Irkutsk, nella Siberia sud orientale; il capoluogo è Žigalovo.

## Geografia fisica
Come in tutto l'oblast' il clima è continentale, con una temperatura media annuale di -5 °C ed una media di 30–40 cm di neve in inverno; il territorio è attraversato dal Lena.
Le foreste sono dominate dalle conifere: larice, pino, cedro, peccio ed abete. Per quanto riguarda la fauna sono presenti l'alce, il capriolo, il mosco, lo zibellino e lo scoiattolo; lungo i corsi d'acqua si possono trovare la lontra, l'ondatra, il visone ed il temolo.

## Risorse
Il sottosuolo contiene gas, terre rare, bromo e litio.

## Economia

### Agricoltura
Vengono coltivati frumento, patate, cavoli, carote, pomodori, barbabietole e cetrioli.